# Центр величины

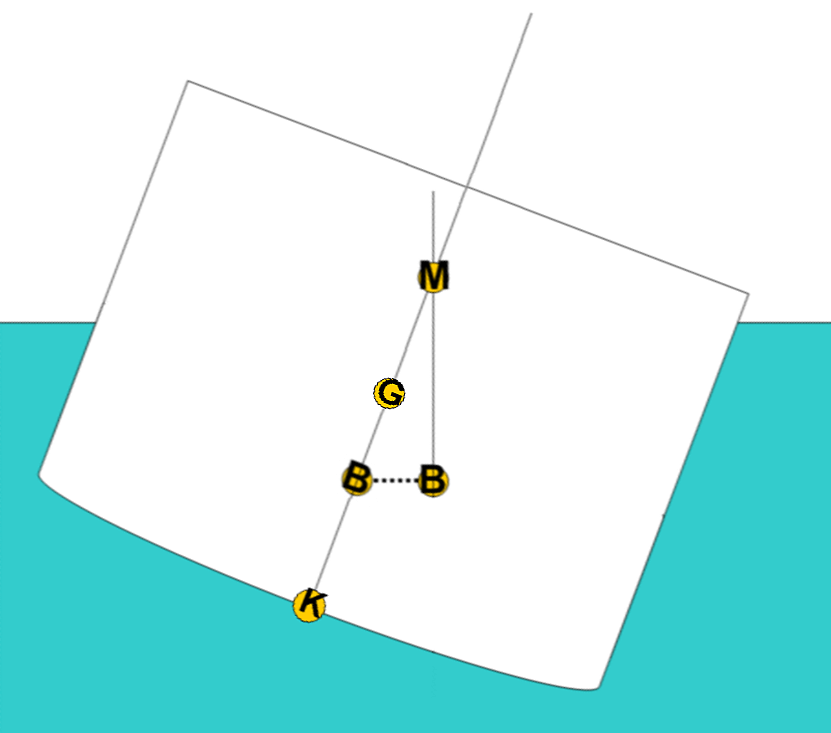
Схема плавающего судна. Центр величины обозначен B

Центр величины (ЦВ) — в теории корабля — точка приведения сил плавучести, действующих на судно. Известен также как центр водоизмещения тела.
Поскольку силы плавучести являются по природе силами давления, они действуют распределенно на всю поверхность погруженного объёма. Для расчетов удобно привести их, то есть выразить через одну равнодействующую силу, приложенную в одной точке.

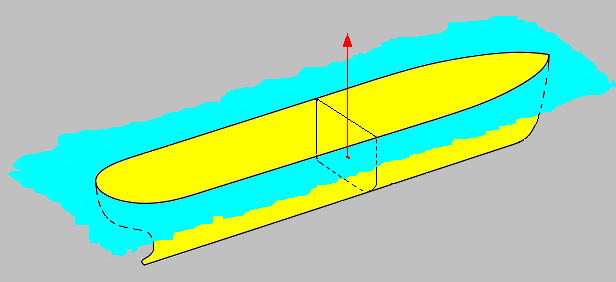
Иллюстрация центра величины

Иначе говоря, центр величины — это воображаемая точка приложения равнодействующей сил плавучести.